# دهه ۱۸۳۰ در جامعه‌شناسی
در دهه ۱۸۳۰ در جامعه‌شناسی (به انگلیسی: 1830s in sociology) رویدادهای زیر رخ داد:

## ۱۸۳۱
مناسبت‌ها
- آدولف کوتله: تمایل به جنایت منتشر شد.

## ۱۸۳۴
مناسبت‌ها
- هریت مارتینو: تصویرهای مالیات منتشر شد.

درگذشتگان
- ۲۳ دسامبر: توماس مالتوس (زادهٔ ۱۳ فوریه ۱۷۶۶)[۱]

## ۱۸۳۵
مناسبت‌ها
- آدولف کوتله: درباره انسان و توسعه امکانات انسانی، مقاله‌ای در فیزیک اجتماعی
- الکسیس دو توکویل: دموکراسی در آمریکا منتشر شد.

## ۱۸۳۷
مناسبت‌ها
- هریت مارتینو: جامعه در آمریکا

## ۱۸۳۸
مناسبت‌ها
- هریت مارتینو: چگونه اخلاق و آداب را رعایت کنیم`